# Ntesa Dalienst
Daniel Ntesa Nzitani, conocido como Ntesa Dalienst, (Kinsiona, Bajo Congo, 30 de octubre de 1946-Bruselas, 23 de septiembre de 1996) fue un cantautor congoleño.
Artista de la rumba congoleña, es conocido por haber fundado en 1969 el grupo Les Grands Maquisards, que abandonó en 1975. También fue miembro del T.P.O.K. Jazz (desde 1976), y lanzó muchos títulos. como Muzi (1980) y Bina na ngai na respect (1981).

## Biografía

### Infancia y comienzos musicales (1946-1986)
Nació en 1946 en Kinsiona, Bajo Congo. En 1969, fundó el grupo Les Grands Maquisards, pero se fue en 1975. En 1976, entró en el grupo le Tout Puissant O.K. Jazz de Franco Luambo. Lanzó éxitos como Tala ye na miso (1976, su primera canción en O.K. Jazz), Liyanzi ekoti nga na motema (1980, conocido como Muzi) y Bina na ngai na respect (1981). 

### Salida de T.P.O.K. Jazz (1986-1989)
Salió en 1986, acompañado de Josky Kiambukuta y con algunos músicos de T.P.O.K. Jazz, grabaron el álbum Medecin De Nuit - Saad y Selengina. En solitario, sacó Iza Isse. En 1987, volvió al T.P.O.K. Jazz y grabó Mamie Zou.

### Muerte de Franco (1989-1990)
El 12 de octubre de 1989, Franco murió por insuficiencia renal. Ntesa se quedó en el grupo. En 1990, el grupo hizo un concierto en homenaje a Franco pero Ntesa estaba en Europa.

### Belalo (1990 - 1993)
En 1990, con Carlyto Lassa y algunos miembros del T.P.O.K. Jazz, grabó Belalo, su último álbum que contiene 4 canciones, la primera y la cuarta en lingala, la segunda y tercera en kikongo. El álbum salió por primera vez en vinilo. Salió en CD y en vinilo otra vez en 1991 pero fue una versión con más voces y guitarras.

### Concierto en Melkweg y Paris con T.P.O.K. Jazz (1993)
Ntesa tocó un concierto en Melkweg con algunos artistas del OK Jazz. Y más tarde en Paris con algunos artistas del OK Jazz, Tabu Ley, Madilu System, etc.

## Fallecimiento
El 23 de septiembre de 1996, después de una enfermedad, Ntesa Dalienst murió en Bruselas dejando a su mujer y su única hija.

## Discografía

#### En Les Grands Maquisards

###### Singles
- 1970 : Nsonia
- 1970 : Biki
- 1971 : Tokosenga Na Nzambe
- 1971 : Delya
- 1974 : Papa Tshikaya
- 1975 : Molukani
- 1975 : Nzumba
- 1975 : Mwana Murangwa
- 1975 : Jaria

### En OK Jazz

##### Singles
- 1977 : Lisolo Ya Adamu Na Nzambe
- 1977 : Tala Ye Na Miso
- 1978 : Jackie
- 1978 : Helene
- 1980 : Mindondo Esila
- 1981 : Bina Na Ngai Na Respect
- 1981 : Liyanzi Ekoti Ngai Na Motema
- 1982 : Tantine
- 1982 : Coup De Foudre
- 1985 : Saad

##### Álbumes
- 1977 : Live Recording Of The Afro European Tour
- 1981 : Keba Na Matraque (1 - 2 - 3 - 4)
- 1982 : Spécial Maracas D'Or 1982
- 1984 : A L'Ancienne Belgique
- 1984 : Trés Impoli
- 1987 : Mamie Zou
- 1990 : Chandra
- 1991 : Maby, Tonton...Zala Serieux

### Carrera solista
- 1985 : Medecin de Nuit / Saad (con Josky Kiambukuta)
- 1985 : Safari Keba
- 1985 : Iza Issa
- 1986 : Sans Frontière (con Josky Kiambukuta y Serge Kiambukuta)
- 1990 : Ya Ntesa Dalienst Le Maquisard Chante Belalo et Dangara
- 1991 : Belalo (versión diferente de Ya Ntesa Dalienst Le Maquisard Chante Belalo et Dangara)

- Datos: Q8072835